# خوسيه خوليو رودريغيز فرنانديز
خوسيه خوليو رودريغيز فرنانديز (بالإسبانية: José Julio Rodríguez Fernández)‏ هو طيار مقاتل وعسكري وسياسي إسباني، ولد في 8 يونيو 1948 في أورينسي في إسبانيا. انتخب Chief of the Defence Staff (Spain) ‏ (18 يوليو 2008 – 30 ديسمبر 2011).